# Чарльз Райт Міллз
Чарльз Райт Міллс (англ. Charles Wright Mills; 28 серпня 1916, Вейко, Техас — 20 березня 1962, Наяк, штат Нью-Йорк) — американський соціолог, публіцист і публічний інтелектуал, один з основоположників ліворадикального напрямку в американській соціології (нарівні з Алвіном Гоулднером), був професором соціології Колумбійського університету з 1946 року і до кінця свого життя. Міллса активно публікували популярні й інтелектуальні видання, його запам'ятали як автора кількох книг, у тому числі: «Владна еліта», в якій був уперше введений відповідний термін і яка описує відносини і класові спілки всередині політичної, військової та економічної еліти США; «Білі комірці: Американський середній клас» про американський середній клас; «Соціологічна уява», в якій Міллс пропонує правильну схему взаємин між біографією і історією в соціологічній науці.
Міллс був стурбований становищем інтелектуалів і вчених у суспільстві після закінчення Другої світової війни і виступав за активне включення в суспільне і політичне життя замість безкорисливого спостереження. Біограф Міллса, Деніел Гері (Daniel Geary), писав, що роботи Міллса справили «особливо значущий вплив на нові ліві соціальні рухи 1960-х років». Саме Міллс популяризував сам термін «нові ліві» («New Left») в США у відкритому листі 1960 року, опублікованому в п'ятому числі журналу «New Left Review», який так і називався — «Лист новим лівим» (Letter to the New Left). Він став джерелом натхнення для Порт-Гуронської декларації — програмного документа провідної організації «нових лівих» у США, «Студентів за демократичне суспільство».

## Біографія

### Дитинство (1916—1934)
Чарльз Райт Міллс народився в місті Вейко, штат Техас, 28 серпня 1916 року і прожив у «штаті самотньої зірки» 23 роки. Його батько Чарльз Гровер Міллс родом з Флориди, працював страховим агентом, а мати — Франсес Райт Міллс домогосподарка, вона і її батьки завжди жили в Техасі. У дитинстві Міллсу доводилося часто переїжджати, він провів багато часу в таких містах, як Вейко, Вічита-Фолс, Форт-Ворт, Шерман, Даллас, Остін і Сан-Антоніо. Чарльз Міллс закінчив Даллаську технічну школу в 1934 році.

### Освіта (1935—1942)
Чарльз Міллс вступив до Техаського Університету A&M, але кинув його, провчившись один рік, і потім вступив і закінчив Техаський Університет в Остіні в 1939 році, отримавши ступінь бакалавра з соціології та ступінь магістра з філософії. До того, як Міллс закінчив університет, він уже встиг опублікувати свої роботи у двох найбільш популярних соціологічних журналах Америки — «Американський журнал соціології» і «Американський соціологічний огляд».
У Техасі Міллс зустрів свою першу дружину Дороті Елен Сміт, яка була студенткою магістратури соціології. Раніше вона навчалася в Оклахомському Коледжі для жінок, де отримала ступінь бакалавра за напрямом комерції. Вони одружилися в жовтні 1937 року. Після весілля Дороті працювала помічником директора жіночого гуртожитку для того щоб забезпечувати сім'ю, в той час як Міллс писав свою дипломну роботу. Вона надрукувала і відредагувала більшу частину Ph.D. дисертації чоловіка. У серпні 1940 р. Дороті і Чарльз розлучилися, проте вони знову одружилися в березні 1941 року, а 15 січня 1943 року у них народилася дочка Памела.
Міллс захистив Ph.D з соціології в Університеті Вісконсіна в Медисоні в 1942 році. Його дисертація була на тему: «Соціологічне тлумачення прагматизму: нарис соціології знання». Комітет спочатку розкритикував дисертацію Міллса, однак автор відмовився її переглядати і пізніше вона все-таки була прийнята. На початку 1942 року Міллс залишив штат Вісконсін, так як був призначений доцентом кафедри соціології в Мерілендському Університеті в Коледж-Парку.
Під час навчання потрапив під вплив прагматизму (Джона Дьюї і Джорджа Герберта Міда з їхнім баченням радикальної, егалітарної демократії), Гнімоварда Беккера (чиказька школа), Макса Вебера, Карла Мангейма, марксизму.

### Кар'єра (1942—1956)
Під час роботи в Мерілендському університеті з 1941 по 1945 роки, зростала зацікавленість і залученість Міллса в американську політику. Міллс дружив з такими істориками, як Річард Хофштадтера, Френк Фрідель, і Кен Стемп. Ці вчені спрацювалися разом, і кожен писав про актуальні питання, пов'язані з війною і її впливом на американське суспільство.
В середині 1940-х років, усе ще навчаючись у Меріленді, Міллс почав вносити свій внесок у «журнальну соціологію», публікуючи авторські статті в різних інтелектуальних журналах, таких як «The New Republic», «The New Leader» і «Politics» — журнал, створений його другом Дуайтом Макдональдом у 1944 году.
В 1945 році переїхав в Нью-Йорк, зайняв позицію наукового співробітника в бюро прикладних соціальних досліджень Колумбійського університету. В 1945 році Міллс отримав грант у розмірі $ 2500 від Фонду Гуггенхайма на фінансування своїх досліджень у наступному році. В 1946 році став доцентом кафедри соціології Колумбійського університету. В цей період він написав свою книгу «Білі комірці: Американський середній клас», яка була опублікована в 1951 році. З переїздом в Нью-Йорк, Міллс віддалився від своєї дружини, і вони розвелися в 1947 році.
У 1947 році Міллс одружився з Рут Харпер, яка працювала разом з ним в Бюро прикладних соціальних досліджень і працювала з ним над його книгами «Нові люди влади» (1948), «Білі комірці» (1951), «Владна еліта» (1956). У 1949 Міллс і Харпер приїхали в Чикаго, де Чарльз викладав у Чиказькому Університеті. Він повернувся викладати назад у Колумбії після одного семестру в Чиказькому Університеті і отримав звання ад'юнкт-професора соціології 1 липня 1950 року.
У 1955 році, 14 липня, у нього і його другої дружини народилася дочка Кетрін. Міллс був призначений професором соціології в Колумбії 1 липня 1956 року. З 1957 сім'я переїхала в Копенгаген, де Міллс був Фулбрайт лектором у Копенгагенському університеті. Міллс і Харпер розійшлися в грудні 1957 року, коли він повернувся з Копенгагена, а розлучилися вони тільки в 1959 році.

### Останні роки і смерть (1958—1962)
У 1959 році Міллс одружився втретє з американською художницею українського походження Ярославою Сурмач. Вони влаштувалися в Рокленді, штат Нью-Йорк, де в 19 червня 1960 року у них народився син, Ніколас Чарльз.
Серпень 1960 року Міллс провів у Кубі, де працював над своїм текстом «Слухайте, Янкі: Революція на Кубі». На Кубі він взяв інтерв'ю у Фіделя Кастро, який визнав, що читав його працю «Владна еліта».
Чарльз Райт Міллс страждав від сердечних приступів протягом усього свого життя четверта сердечна атака призвела до його смерті 20 березня 1962 року.